# Quintana (gioco)

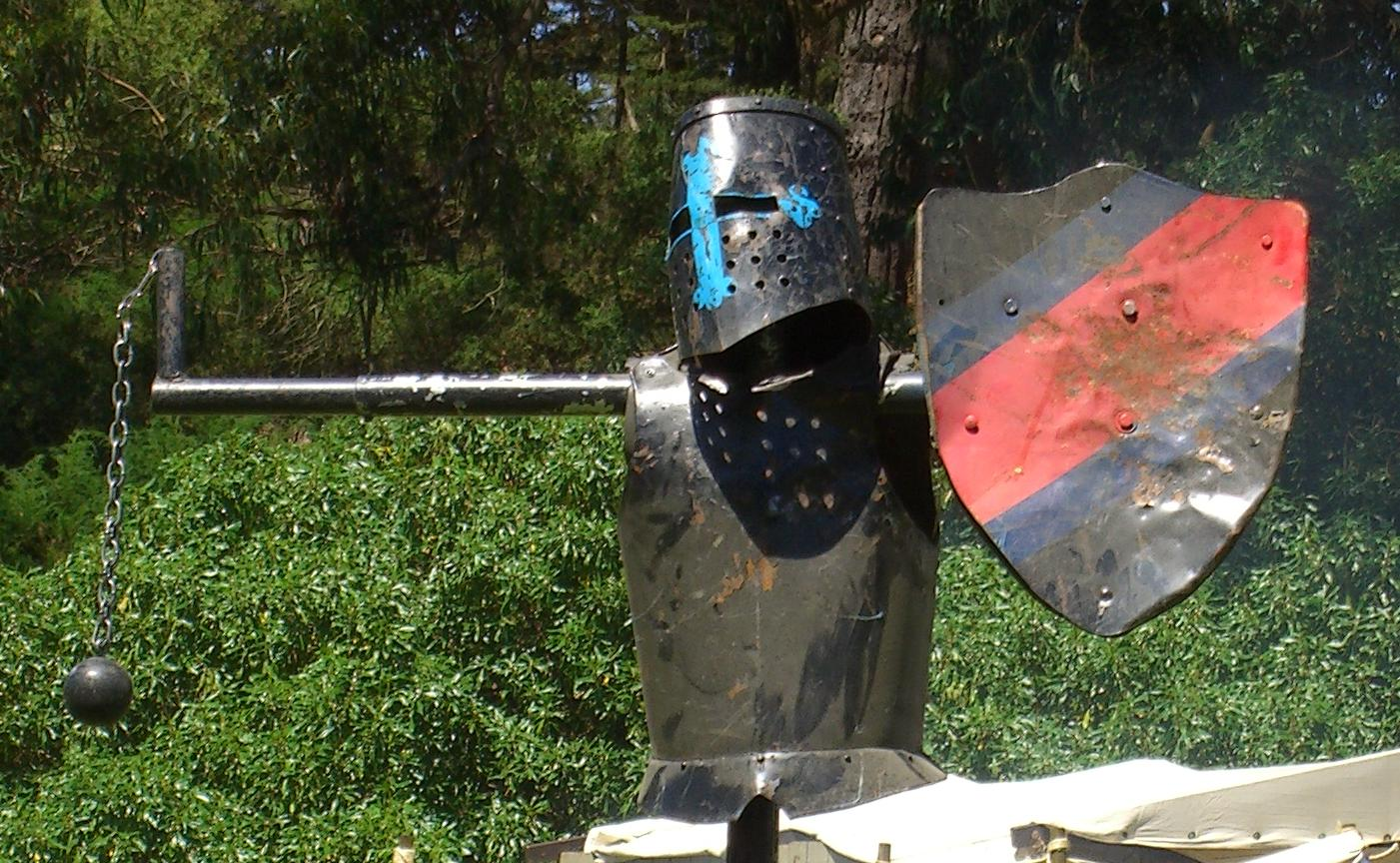
Una quintana: manichino e scudo.

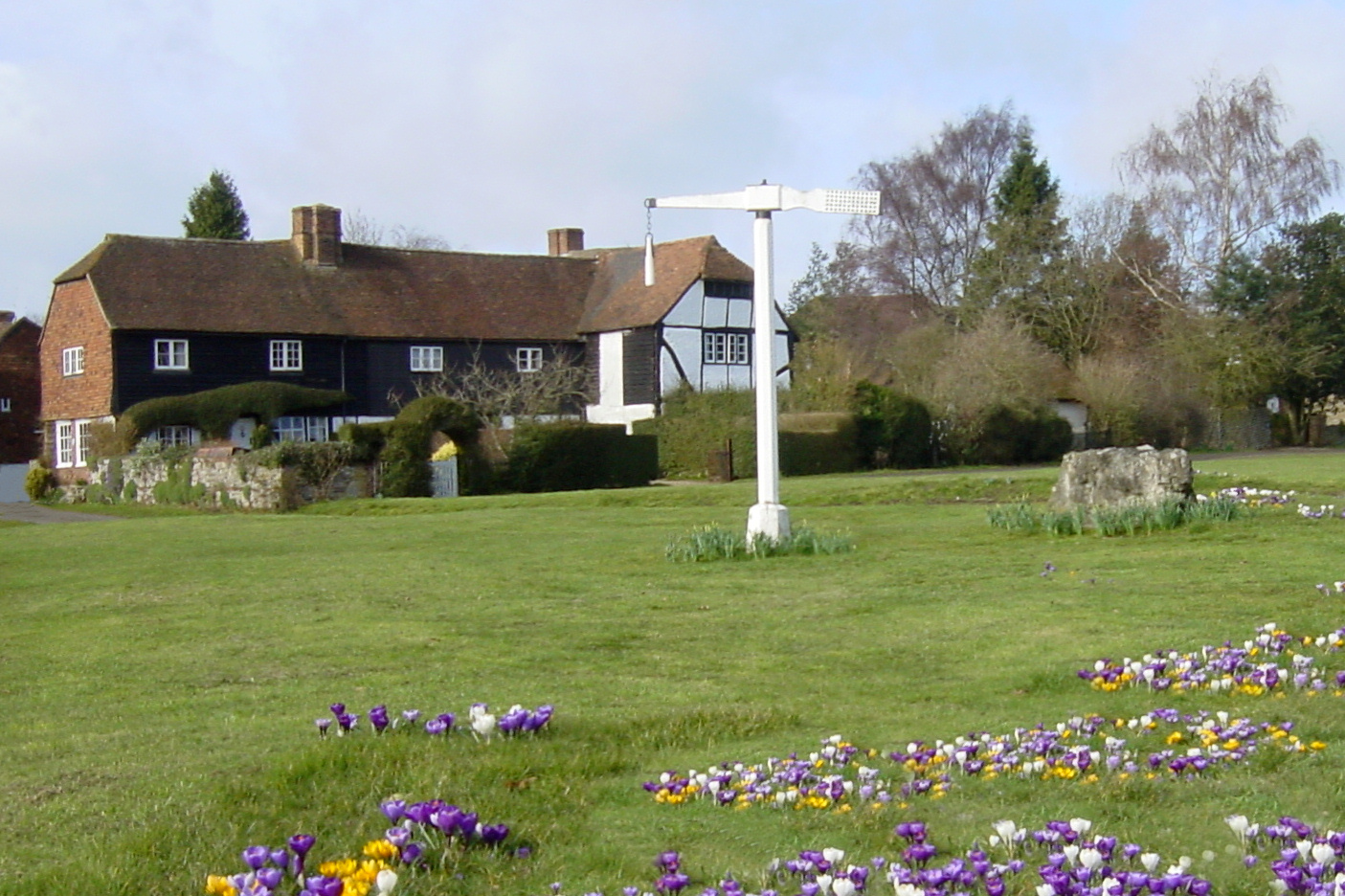
Una quintana con una mazza.

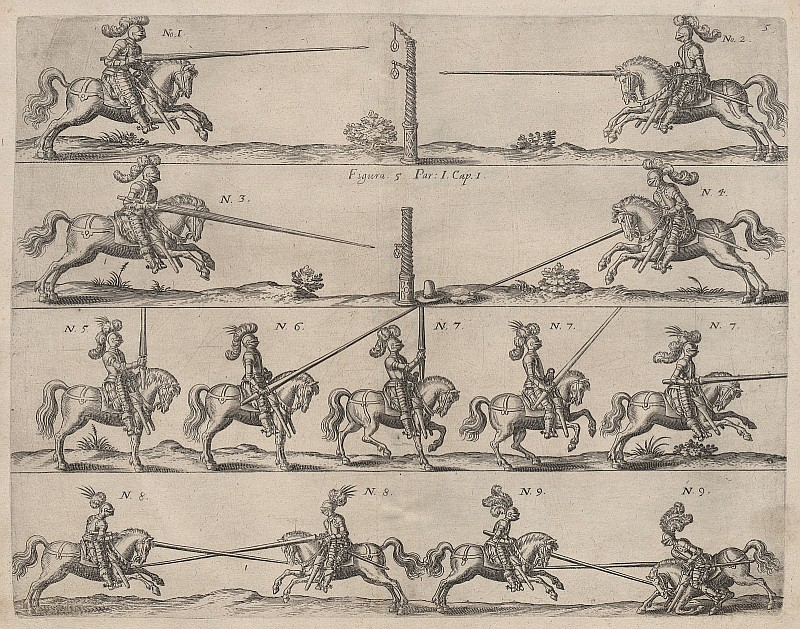
Giostra dell'anello e tecnica della lancia distesa.

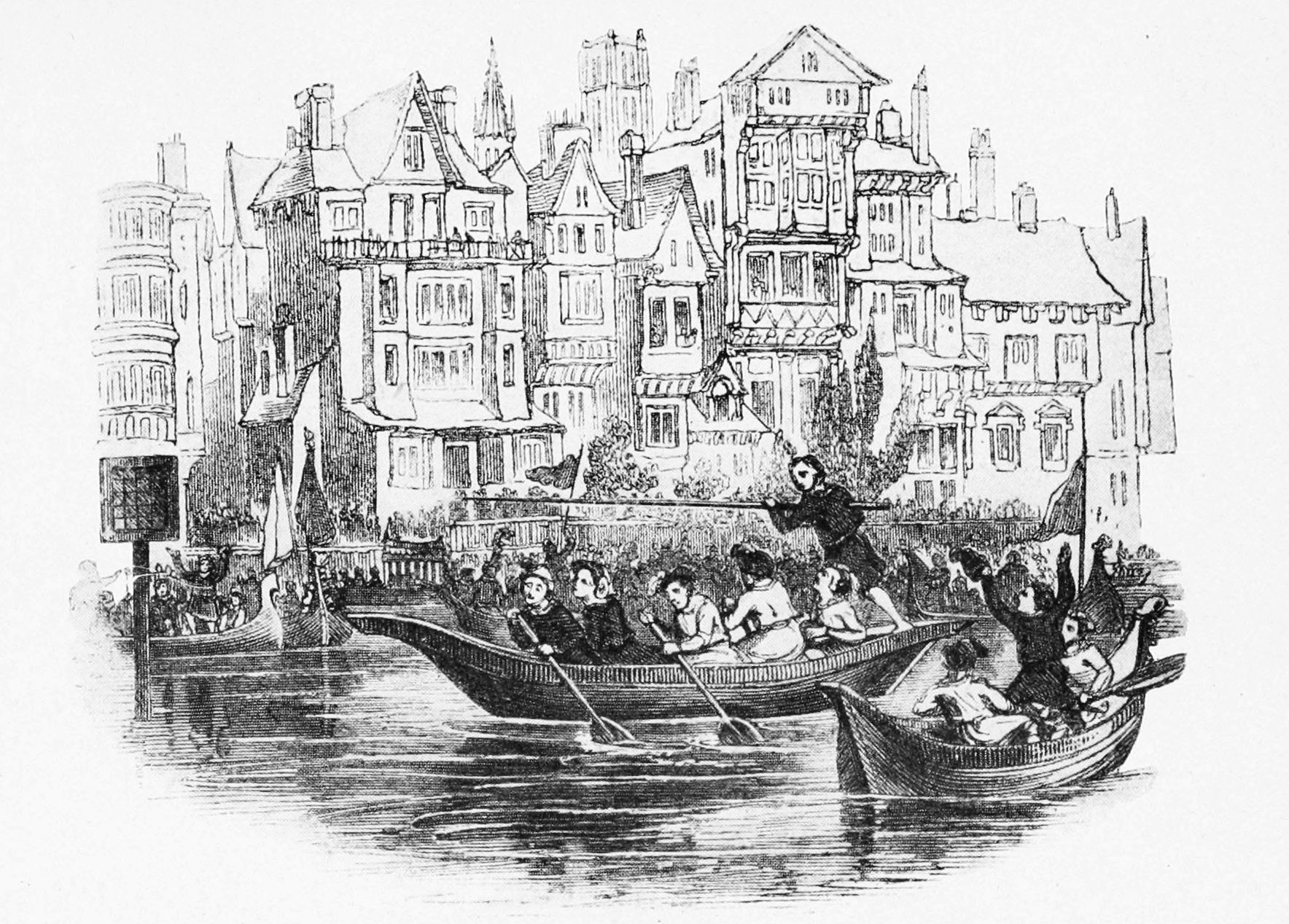
Una quintana sull'acqua (1242).

La quintana è un termine medievale che identifica un gioco di destrezza in cui un cavaliere doveva percuotere con la sua lancia tesa orizzontalmente un trofeo di 5 armi o lo scudo di un manichino sostenente una mazza fissa o rotante. Questo sport era praticato principalmente da cavalieri.

## Origine e sua evoluzione
Il termine proviene dal latino quintāna via, letteralmente quinta via nel campo romano sito tra il 5 º e il 6º manipolo, ove aveva luogo il mercato e gli esercizi militari. Per estensione, ha finito per designare il palo utilizzato per questi esercizi militari.
All'origine il palo era sormontato da una tavola o da uno scudo, e nel medioevo il gioco era aperto ai giovanotti di qualsiasi condizione sociale. Potevano essere appiedati, utilizzare un cavallo di legno o giostrare sull'acqua (giostra nautica). I partecipanti a cavallo erano esclusivamente cavalieri che volevano addestrarsi così alle giostre equestri, cioè quelle in cui lo scontro avveniva fra due cavalieri armati di lancia, e che resero popolare questa prova. 
Per trasformare l'addestramento in un divertimento più rischioso, si attaccò un braccio articolato perpendicolarmente al palo o al manichino. Da questo braccio pendeva una mazza attaccata ad una catena o a un mazzafrusto.
Nel XVII secolo vennero introdotte le seguenti varianti: 
- giostra dell'anello: la lancia doveva infilare un anello posto su un braccio a T o tenuto da uno scudiero, e la vittoria andava a chi aveva staccato più anelli;
- prova degli scudi rovesciati: il cavaliere doveva rovesciare con la lancia scudi posti in equilibrio al suolo;
- passaggio d'arma: il cavaliere doveva colpire con la lancia uno scudo fisso che stava dall'altra parte dello steccato tenuto da un cavaliere avversario.[3]

## Tecnica
Il cavaliere sul suo destriero doveva toccare lo scudo al galoppo; il braccio articolato girava, e la mazza andava evitata dal cavaliere scansandosi, piegato sul collo del cavallo. I meno svelti potevano anche parare il colpo con lo scudo. Se si mancava il bersaglio, non accadeva nulla, tranne il clamore di disapprovazione della folla.
Oggi si svolgono rievocazioni storiche della quintana ad Ascoli Piceno (Quintana di Ascoli Piceno), a Faenza (Palio del Niballo), a Foligno (Giostra della Quintana), a Sulmona (Giostra Cavalleresca di Sulmona), ad Arezzo (Giostra del Saracino), a Servigliano (Giostra dell'anello).